# Néstor Marconi
Néstor Eude Marconi (Álvarez, Provincia de Santa Fe; 15 de junio de 1942) es un bandoneonista, arreglista y compositor argentino. Es considerado uno de los más importantes y reconocidos bandoneonistas del mundo.

## Inicios y trayectoria
Nació en el pueblo de Álvarez, próximo a la ciudad de Rosario, provincia de Santa Fe, a 300 km de Buenos Aires. Se inició en la música desde muy pequeño, apenas cumplidos los once años. Primero estudió piano y composición, pero su verdadera vocación se despierta cuando su padre le regala un bandoneón.
En el oficio de bandoneonista se hizo solo, fue un verdadero autodidacta que adaptaba al «fueye» lo que aprendía en el piano.
«Después, me puse a estudiar música en serio con el maestro Schneider, y armonía y contrapunto con Luis Mirisi... Por supuesto, escuchaba a los grandes maestros. En ese entonces me enloquecían Laurenz, Troilo, pero también Astor Piazzolla, con aquel quinteto donde tocaban Atilio Stampone, Szymsia Bajour. Escuchar también forma parte del aprendizaje.»
Debutó profesionalmente con apenas 16 años, en los estudios de LT3 Radio Cerealista de Rosario con la orquesta de su profesor Schneider y por las noches, con un trío, en la boite La Marine que estaba en el centro de la ciudad. Luego formó parte de un cuarteto, "Los cuatro señores del tango" —por el que antes pasaron varios "fueyes", el primero de ellos Julio Barbosa—, que se lució en los recitales que armaba un grupo de la bohemia rosarina que se llamaba Tango Club Rosario. Lo integraban Clemente Vega en violín, Francisco Tejedor en piano y Nito Deniel en el contrabajo. «Hicimos recitales en casi todas las facultades de la Universidad de Rosario. Estaban de moda».
Cuando todavía no había cumplido los 19 años, sucedió un hecho que cambiaría su historia. La orquesta de José Basso visita Rosario, en gira al interior del país, cuando imprevistamente se queda sin uno de sus bandoneonistas. El locutor que presentaba a la orquesta era amigo de Néstor y lo presenta al maestro. Su primer bandoneón, Juan Carlos Bera y "El Tata" Floreal Ruiz le toman una prueba, es aceptado y contratado para la gira.
Después se fue a Buenos Aires con toda su familia. El apoyo de su padre fue esencial en su carrera, hasta tal punto que éste pidió el pase a una dependencia que el frigorífico tenía en el barrio del Once. Se fueron a vivir a Victoria, en la provincia de Buenos Aires, cerca del Tigre.
Con Basso tocó en el legendario cabaré Marabú, donde debutara en 1937 Aníbal Troilo, y en el Teatro Maipo. El propio bandoneonista recuerda: «Y al poco tiempo, a los dos o tres años, por consejo del propio Basso me fui a tocar solo, sin ningún otro bandoneón al lado mío. Así toque con Osvaldo Manzi, con Lito Scarso, hice todo un acompañamiento para el ballet de Juan Carlos Copes, con quien me fui de gira por Centroamérica y, a la vuelta, recalamos en el escenario de Caño 14, recientemente inaugurado».
En el año 1970 integra el Sexteto de Enrique Mario Francini, para luego fundar el "Vanguatrío", junto a Héctor Console y Horacio Valente.
En Caño 14 actuó muchos años integrando varias formaciones, entre ellas las orquestas de Héctor Stamponi, "Pepe" Basso, Atilio Stampone y en el conjunto que acompañaba al "Polaco" Goyeneche, de quien se hizo muy amigo.
En 1973 ingresó a la nueva orquesta formada por Francini y Pontier y se fueron a Japón. Seis años después, armó un cuarteto para actuar en Suecia, con el guitarrista "Chocho" Ruiz, el pianista Oscar Palermo y el contrabajista Fernando Romano.
En la década de 1980 es músico estable del Café Homero, junto a figuras estelares como los pianistas Osvaldo Tarantino y Orlando Trípodi, el contrabajo de Ángel Ridolfi y las voces de Roberto Goyeneche y Rubén Juárez.
«Tarantino era un fenómeno. Cuando lo llamé por teléfono para decirle si quería tocar con Ridolfi y conmigo me dijo enseguida que sí, pero aclaró: Me gusta mucho, pero no escribamos nada. Que todas las noches sea una sorpresa juntarnos sobre el escenario. Vamos a inventar, vamos a improvisar.» [cita requerida]
Resultan interesantes las opiniones de Marconi sobre los grandes maestros que lo precedieron:
«A mí me parece que Pedro Laurenz marcó el comienzo del bandoneón solista. Escribió una historia distinta. No necesitó acompañamiento. Laurenz solo, tocando el bandoneón, era una delicia.»[cita requerida]
«Escuchar y verlo tocara a Troilo sobre el palquito de Caño 14 era como ver toda la noche de Buenos Aires. "El Gordo" siempre me dio esa impresión. Escuché decir a un montón de los que fueron sus músicos, que "Pichuco" tenía el tango en la piel. Y seguro que fue así. Pero también a Buenos Aires. "El Gordo" era Buenos Aires.» [cita requerida]
«De Astor Piazzolla me asombraba su inmensidad musical... Su swing. Un músico de un nivel increíble.» [cita requerida]
«Y Leopoldo Federico nos abrió, a todos los bandoneonistas, los ojos para mostramos las grandes posibilidades técnicas que tiene el instrumento. ¡Es un monstruo!» [cita requerida]
En 1987 compuso la primera banda sonora original para una serie de televisión en Argentina para Tiempo cumplido. En 1988 formó un octeto para un espectáculo concebido para actuar en Japón. Entre otros, participaron Orlando Trípodi, Reynaldo Nichele, Daniel Binelli, Mauricio Marcelli y los cantantes, Nelly Vázquez y Roberto Goyeneche. A raíz del éxito obtenido, volvieron en 1991 con algunos cambios pero con el mismo resultado.
En 1997 bajo la dirección de Jorge Calandrelli participa en la grabación del álbum "Soul of the tango", dedicado íntegramente a obras de Astor Piazzolla. Son otros intérpretes en esa obra Yo-Yo Ma en chelo, Antonio Agri al violín, Horacio Malvicino en guitarra, Héctor Console en contrabajo, Oscar Castro Neves guitarra acústica y algunos pianistas destacados.
Como compositor se destacan dos suites para orquesta de cuerdas que fueron estrenadas por la Orquesta de Cámara de Rosario dirigida por Luis Milici.
Integró el Nuevo Quinteto Real del maestro Horacio Salgán y es uno de los directores de la Orquesta de Música Argentina "Juan de Dios Filiberto".
En 1985, 1995 y 2005 recibió el Diploma al Mérito de los Premios Konex a la Música Popular como uno de los 5 mejores instrumentistas de tango de la década.

## Filmografía
Cine
- Un muro de silencio (1993)
- Quereme así (Piantao) (1997)
- Notas de tango (2001)

Televisión
- Tiempo cumplido (1987)